# Friuli Isonzo Franconia
Il Friuli Isonzo Franconia è un vino DOC la cui produzione è consentita nella provincia di Gorizia.

## Caratteristiche organolettiche
- colore: rosso rubino.
- odore: vinoso ed armonico.
- sapore: asciutto, leggermente fruttato ed erbaceo.

## Produzione
Provincia, stagione, volume in ettolitri
- Gorizia  (1990/91)  51,02
- Gorizia  (1991/92)  98,98
- Gorizia  (1992/93)  114,84
- Gorizia  (1993/94)  157,5
- Gorizia  (1994/95)  163,8
- Gorizia  (1995/96)  137,48
- Gorizia  (1996/97)  229,08